# Илия (епископ Тверской)

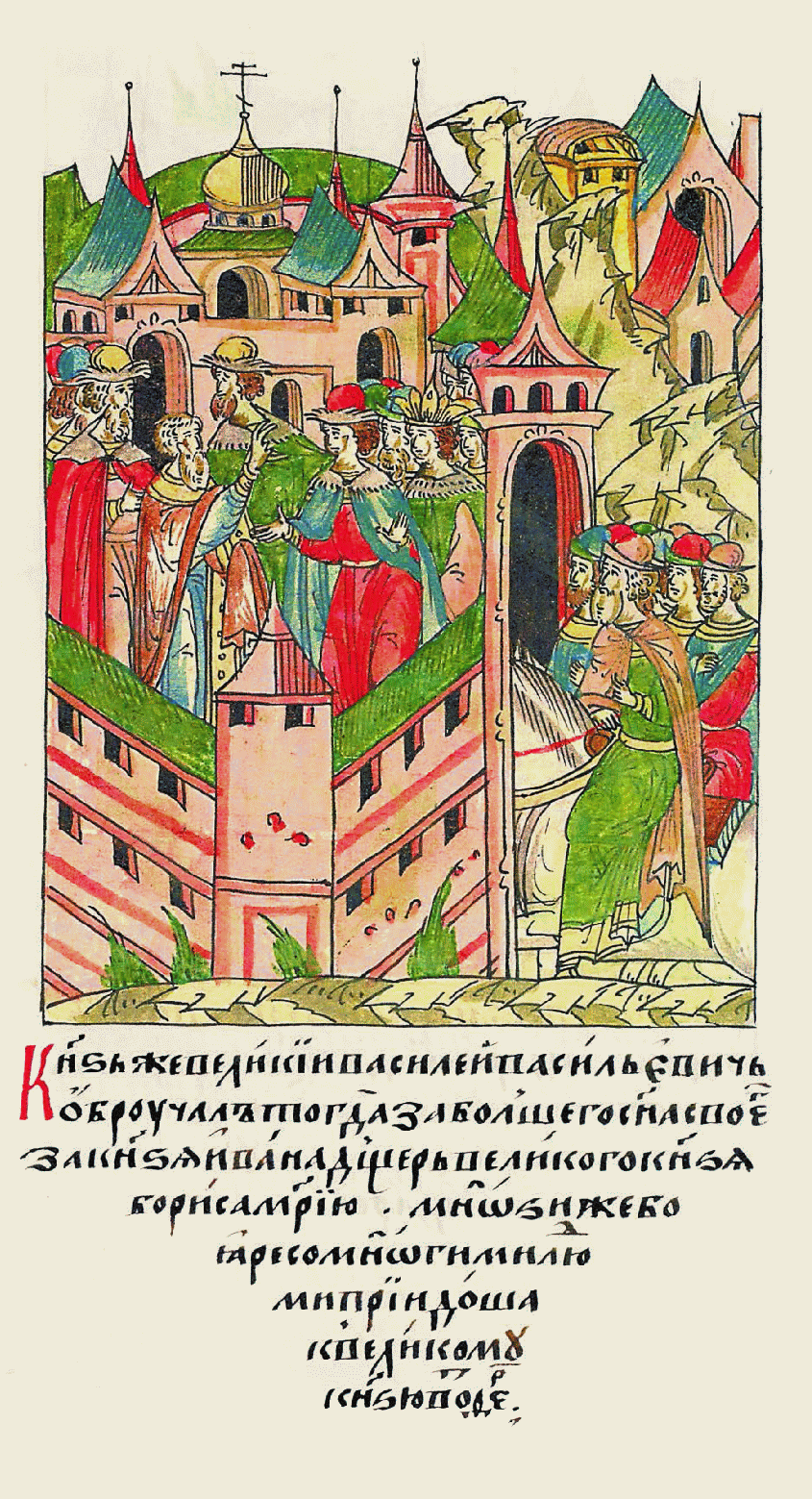
Иона на обручении княжны Марии Борисовны Тверской и будущего Ивана III

Епископ Илия (ум. 30 декабря 1457) — епископ Русской православной церкви, епископ Тверской.

## Биография
Был игуменом Жёлтикова Успенского Тверского монастыря.
В 1434 или 1435 году митрополитом Герасимом хиротонисан во епископа Тверского.
В 1447 году был приглашён на Собор для поставления на русскую митрополию епископа Рязанского Иону. В 1448 году после предварительных рассуждений Собор решил поставить Иону в митрополита русского без утверждения Константинопольского патриарха. С этого времени зависимость Русской Церкви от Константинопольского патриарха навсегда прекратилась. Преосвященный Илия поехать на Собор не смог, но послал письменное согласие на избрание Ионы.
Удалился на покой ранее января 1453 года, когда был поставлен епископ Моисей.
Скончался 30 декабря 1457 года.